# Twaalftafelenwet

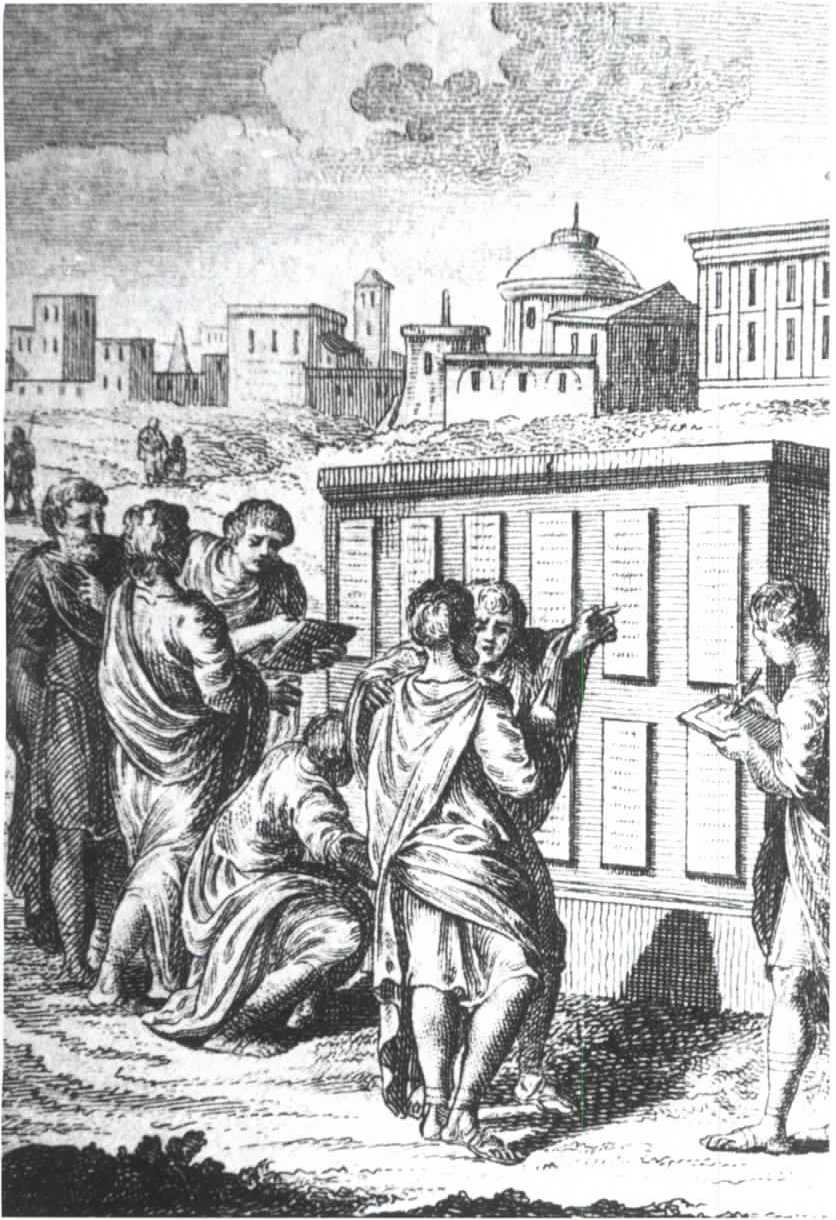
Romeinen bekijken de Twaalftafelenwet (ets)

De Twaalftafelenwet, ook wel de Wet der Twaalf Tafelen genoemd (Latijn: Leges of Lex duodecim Tabularum, Lex XII Tabularum, Duodecim Tabulæ), werd vermoedelijk uitgevaardigd in 451–450 v.Chr. en geldt als het oudste geschreven recht van het Romeinse Rijk. De wet werd opgesteld tijdens de Romeinse Republiek door een speciaal hiervoor aangesteld tienmanschap, de decemviri legibus scribundis. De inhoud werd bekendgemaakt op twaalf bronzen platen die op het Forum Romanum werden geplaatst.
Met deze wet begon de overgang van mondeling overgeleverd gewoonterecht, dat slechts bekend was bij een bevoorrechte groep juristen, naar geschreven wetgeving die voor alle burgers kenbaar was. De Twaalftafelenwet vormde gedurende meer dan duizend jaar de basis van het Romeinse recht. Sommige beginselen en rechtsfiguren uit deze wet zijn zelfs nog terug te vinden in het hedendaagse Belgische en Nederlandse recht.
De volgende omvangrijke codificatie van het Romeinse recht vond pas plaats in de 6e eeuw, in opdracht van de Byzantijnse keizer Justinianus I, en staat bekend als de Codex Justinianus.

## Totstandkoming
Volgens de historici Livius en Dionysius van Halicarnassus zijn de wetten vanaf 451 v.Chr. tot stand gekomen als gevolg van een lange sociale strijd tussen patriciërs en de plebejers, de standenstrijd genoemd. De laatsten vormden een belangrijke bron van arbeidskracht voor werk en leger en wilden niet langer onderworpen zijn aan een voor hen niet kenbaar gewoonterecht dat onder de hoede was van een kleine groep magistraten, de hogepriesters. Ze gebruikten het dreigement om uit Rome te vertrekken en zich elders te vestigen als drukmiddel en voegden meerdere keren de daad bij het woord, door zich massaal uit de stad terug te trekken (secessio plebis). Een van de grootste concessies die de elite deed was het opstellen van de Twaalftafelenwet met rechten om te kunnen procederen voor alle Romeinse burgers. Moderne historici nemen aan dat het initiatief ook, of vooral, van de elite kwam, die interne conflicten op deze manier beter wilde beheersen.
Volgens de geschiedschrijving van Livius en Dionysius probeerde in 462 v.Chr. de volkstribuun Gaius Terentilius Harsa een wet door te voeren die een omschrijving van de macht van de consuls zou geven waarbij hun bevoegdheden zouden worden beperkt. Het lukte Gaius en zijn opvolgers niet om de wet behandeld te krijgen. Omstreeks 450 v.Chr. werd een college van tien patriciërs benoemd, de decemviri legibus scribundis, die consulaire macht kregen (imperium), om algemeen geldende wetgeving te ontwerpen. De leiding lag bij Appius Claudius. Ze stuurden een delegatie van drie man naar Griekenland om het juridische systeem van Athene te bestuderen, bekend als de wetgeving van Solon. Ook zouden ze de wetgeving van Griekse steden in het huidige Zuid-Italië hebben willen inventariseren. Het onderzoek duurde ongeveer twee jaar. Verder bouwden ze voort op de ongeschreven regels van het plaatselijk gewoonterecht.
Het resultaat werd bekendgemaakt op tien tafelen, het volgende jaar aangevuld met nog twee tafelen. De Romeinen waardeerden over het algemeen deze manier om rust en orde in de stad te bewaren.

## Inhoud
De tekst van de oorspronkelijke Twaalftafelenwet is verloren gegaan maar valt deels te reconstrueren aan de hand van losse citaten uit andere, latere werken, zij het dat de volgorde onzeker blijft en de tekst hiaten bevat. De eerste bekende publicaties van de tekst kwamen van Romeinse juristen. Sextus Aelius Paetus Catus (consul in 198 v.Chr.) nam een versie op in zijn werk over jurisprudentie, genaamd Tripartita, met zijn commentaar en de juridische formuleringen om ze in rechtszaken te kunnen gebruiken (legis actiones). De historici Livius en Dionysius van Halicarnassus gaven gedetailleerde verslagen van de totstandkoming van de wetten, daarnaast is het verhaal bekend uit werken van de Griekse historicus Diodorus van Sicilië.
Volgens Livius vormde de Twaalftafelenwet de bron van alle publiekrecht en privaatrecht, maar die indeling werd ten tijde van totstandkoming van de wet nog niet gemaakt en is een anachronisme. Vooral burgerlijk recht, burgerlijk procesrecht en strafrecht kwamen aan bod. De inhoud is typerend voor een agrarische gemeenschap en voor een republiek waarin het leger centraal stond. Hij omvatte zowel civiele rechten van de ciues (wapenbroeders) als de te volgen civiele procedures. Sommige regels volgden het oog om oog, tand om tand principe (ius talionis), maar alleen als partijen het niet eens konden worden over betaling van schadevergoeding.
Net als de meeste andere vroege wetboeken waren de Twaalf tafelen grotendeels procedureel, met korte zinnen en duidelijke regels. Sommige bepalingen zijn formeel van aard en bevatten bijvoorbeeld wat later civiel procesrecht zou gaan heten, om gelijkheid voor alle Romeinen bij een proces voor de rechters te borgen. Andere bepalingen legden de juridische omschrijvingen vast voor halsmisdaden als moord, verraad, meineed, gerechtelijke corruptie en het schrijven van lasterlijke teksten. De wet gaat uit van het bestaan van magie, voor het betoveren van veldvruchten moet bijvoorbeeld schadevergoeding worden betaald. Het woordgebruik is archaïsch, wat al snel tot interpretatievragen leidde. Beginselen uit deze wetten als de verjaring van vorderingen, de 300 dagen regel voor de aanname van vaderschap na scheiding (België) of dat een vrouw onder voogdij is gesteld van haar vader of echtgenoot, gelden (in verschillende landen en culturen) tot op heden.
Een van de regels in de Twaalftafelenwet was de mogelijkheid voor de pater familias om een pasgeboren nakomeling met een zichtbaar gebrek voor de tiende levensdag te doden (Cicero, De legibus, 3.8.19). Dit was een onderdeel van het ius vitae necisque, vaak vertaald als het recht om te oordelen over leven en dood van zijn kinderen.
Opmerkelijk was de regel dat men bij het beschuldigen van diefstal de intentie diende te bewijzen.

## Indeling
De gebruikelijke manier waarop de tafelen worden ingedeeld is als volgt:
| Tafel 1  | Procedure voor rechtbanken en rechtszaken (civielprocesrecht) |
| Tafel 2  | Nadere bepalingen voor rechtszaken                            |
| Tafel 3  | Tenuitvoerlegging van vonnissen (executierecht)               |
| Tafel 4  | Rechten van familiehoofden (familierecht)                     |
| Tafel 5  | Wettelijke voogdij en nalatenschapsrecht                      |
| Tafel 6  | Verkrijging en bezit                                          |
| Tafel 7  | Landrechten en misdrijven                                     |
| Tafel 8  | Overtredingen en onrechtmatig handelen                        |
| Tafel 9  | Publiekrecht                                                  |
| Tafel 10 | Lijkbezorging                                                 |
| Tafel 11 | Supplement I                                                  |
| Tafel 12 | Supplement II                                                 |

### Tafels I en II Procedure voor rechtbanken en rechtszaken, nadere bepalingen
Deze twee tafels hebben betrekking op de Romeinse rechtszaken. Tafel I behandelt de procedures tussen de gedaagde en de eiser, met reacties op potentiële situaties, zoals wanneer leeftijd of ziekte de gedaagde verhindert te verschijnen, en er dan vervoer moet worden geregeld om hen te helpen. Het behandelt ook het niet verschijnen van de verdachte. Indien één van beide partijen niet verschijnt, moet de rechter na de middag een oordeel vellen in het voordeel van degene die aanwezig is. Geeft een tijdschema voor het proces (eindigt bij zonsondergang). Tafel II bepaalt bij procesvoering voor de magistraat en de niet-ambtelijke rechter het bedrag van de financiële inzet voor elke partij, afhankelijk van de bron van de rechtszaak, wat te doen in geval van aantasting van de rechter en de regels over wie bewijs moet overleggen.

### Tafel III Tenuitvoerlegging van vonnissen
Deze tafel bevat vijf regels over hoe vonnissen moeten worden uitgevoerd, gekaderd in termen van debiteuren en crediteuren. Deze regels laten zien hoe de oude Romeinen de openbare orde handhaafden door de economie te reguleren.
1. Voor erkende schulden en voor zaken die (in iure) door de rechtbank worden berecht, wordt door de wet dertig dagen toegestaan [voor betaling of voor voldoening].
2. Daarna zal na [verstrijken van dertig dagen zonder betaling] de hand worden gelegd op (Manusinfectie) [de schuldenaar]. Hij zal voor de rechter worden gebracht (in ius).
3. Tenzij hij (de schuldenaar) de schuldenaar ontslaat, tenzij iemand (in iure) voor de rechtbank verschijnt om de betaling voor hem te garanderen, zal hij (de schuldeiser) [de schuldenaar] meenemen. Hij zal [hem] binden met een riem of met boeien, waarvan het gewicht niet minder dan vijftien pond zal zijn, of meer zal zijn als hij (de schuldeiser) dat wenst.
4. Indien hij (de schuldenaar) ervoor kiest, zal hij op eigen [middelen] wonen. Als hij niet alleen woont [middelen], zal [de schuldeiser] die hem in obligaties zal houden, [hem] dagelijks een pond brood geven; als hij (de schuldeiser) dat wenst, zal hij [hem] meer geven.
5. Tenzij zij (de schuldenaars) een compromis sluiten, worden zij (de schuldenaars) gedurende zestig dagen in obligaties vastgehouden. Gedurende die dagen zullen ze naar [de magistraat] worden gebracht in de comitia (ontmoetingsplaats) op drie opeenvolgende markten […]

### Tafel IV Rechten van familiehoofden
De vierde tafel gaat over de specifieke rechten van de pater familias, het mannelijke hoofd van een familie. Een van de eerste regels is dat ‘vreselijk misvormde’ kinderen snel geëuthanaseerd moeten worden. Er wordt ook uitgelegd dat zonen worden geboren als erfenis van hun familie. Baby's met lichamelijke en geestelijke ziekten moeten door de vader zelf worden gedood. Als een man niet langer met zijn vrouw gehuwd wil zijn, kan hij haar uit hun huishouden verstoten en "haar opdragen zich met haar eigen zaken te bemoeien". Niet alle regels in deze tafel zijn alleen in het voordeel van de patriarch. Als een vader drie keer probeert zijn zoon te verkopen, verdient de zoon zijn vrijheid van de vader.

### Tafel V Wettelijke voogdij en erfrecht
Naast delen van het familierecht regelde Tafel V het erfrecht. Onderdelen waren het voogdijrecht, erfverboden, beginselen voor testamenten, wettelijke erfrechtregelingen, vermogensbeheer in geval van geestesziekte, het erfrecht van vrijgelatenen en claims op de nalatenschap.
Fragmenten:
- “Uti legassit super pecunia tutelave suae rei, ita ius esto.” Hoe [iemand] heeft beslist over zijn rijkdom en de voogdij over zijn spullen, dus het zou wettig moeten zijn.
- Als u intestato moritur, cui suus heres nec escit, adgnatus proximus familiam habeto. Si adgnatus nec escit, gentiles familiam [habento].” Als iemand overlijdt zonder eerst zijn testament bekend te maken en die ook geen erfgenaam heeft, moet het volgende familielid van vaderskant [Agnat] de eigendom krijgen. Als er geen familielid aan vaderskant is, moeten de gezinsleden de eigendom hebben.
- “Si furiosus escit, adgnatum gentiliumque in eo pecuniaque eius potestas esto.” Als [iemand] gek [geestesziek] is, zal de macht over hem en zijn bezittingen berusten bij zijn vaderlijke familieleden en zijn mede-gezinsleden.

### Tafel VI Verkrijging en bezit
Tabel VI behandelde voornamelijk bepalingen op het gebied van het verbintenissenrecht en het eigendomsrecht, zoals nexum, mancipatio, verjaring, in iure cessio, erfdienstbaarheden, en geldigheid van overeenkomsten.
Fragmenten: “Cum nexum faciet mancipiumque, uti lingua nuncupassit, ita ius esto.” Telkens wanneer [iemand] een nexum of een mancipatie uitvoert, moet dit wettig zijn, aangezien hij plechtig en publiekelijk mondeling heeft beloofd dit te zullen doen. “Tignum iunctum aedibus vineave is concapis ne solvito.” Gangbare bouwmaterialen, bijvoorbeeld van een huis of wijngaard, mogen niet worden verwijderd als ze een doorlopende verbinding vormen.

### Tafel VII Landrechten en misdrijven
Het onderwerp van Tafel VII was in de eerste plaats de regulering van verhoudingen tussen eigenaren van aangrenzende grondstukken (burenrecht). Deze omvatten grens- en gebouwafstanden, uitsluitingen van eigendom in het grensgebied, geschillen in verband met de afbakening van grenzen, doorgangsrechten, rechten met betrekking tot ontwikkelingsinfrastructuur en gewasrechten.
Enkele voorbeelden:
- Grensgeschillen worden beslecht door derden
- De wegbreedte is 2,5 meter breed op rechte stukken en het dubbele in bochten.
- Mensen die dichtbij de weg wonen, zijn verantwoordelijk voor het onderhoud ervan; als een weg niet goed wordt onderhouden, kunnen karren en dieren rijden waar de berijders dat willen.
- Eigenaren van onroerend goed kunnen verzoeken bomen te verwijderen die op hun perceel zijn gewaaid
- Fruit dat uit een boom op het erf van de buren valt, is nog steeds eigendom van de oorspronkelijke eigenaar van de boom.

### Tafel VIII Overtredingen en onrechtmatig handelen
In Tafel 8 gaat het om regels die betrekking hebben op het procederen over onrechtmatige gedragingen tussen burgers en handelen in strijd met afspraken. Anders dan tegenwoordig vielen ook overtredingen onder het civiele recht. Een geval is het toebrengen van lichamelijk letsel, waarvan de vergelding kan variëren van het toebrengen van letsel door het slachtoffer aan de dader, de 'oog om oog, tand om tand' regel, tot het vergoeden van geld door de dader aan de gewonden. Lichamellijk letsel toebrengen als vergelding mocht alleen wanneer geen overeenkomst kon worden bereikt over een vergoeding in geld of natura. In deze tafel worden ook de juridische gevolgen vastgelegd van schade aan eigendommen door dieren en schade aan gewassen door mensen of dieren. De straf voor het stelen van gewassen is een offer te brengen aan de godin Ceres. De tafel beschrijft ook verschillende wetten die betrekking hebben op diefstal.

### Tafel IX Strafrecht
Dit gedeelte van de tafels maakt het voor iedereen onwetmatig om te bepalen wie een burger van Rome is, met uitzondering van de grootste vergadering (maximus comitatus). Het verbiedt ook de executie van degenen die niet veroordeeld zijn, de omkoping van rechters en de uitlevering van een burger aan vijandige machten.

### Tafel X Lijkbezorging
Oorspronkelijk was dit de laatste tafel, het bevat regels over de begrafenis en aanverwante voorschriften. Bijna alle teksten zijn gebaseerd op Cicero (De legibus).
Fragmenten:
“Hominem mortuum in urbe ne sepelito neve urito.” Men mag iemands lichaam niet begraven of verbranden in de stad.
“[…] hoc plus ne facito: rogum ascea ne polito.” […] hij zou niet meer moeten doen dan dat; Hij mag het hout van de brandstapel niet met een bijl platslaan.
“Mulieres genas ne radunto neve lessum funeris ergo hatteto.” Vrouwen mogen niet op hun wangen krabben en niet luid jammeren tijdens de begrafenisceremonie.
“Homine mortuo ne ossa legito, quo post funus faciat.” Je mag de botten van een overledene niet oppakken om ze later te gebruiken voor een begrafenisceremonie.
“Qui coronam parit ipse pecuniave eius honoris virtutisve ergo adduitor ei […]” Iedereen die zelf of door gebruik van zijn rijkdom een erekrans heeft verworven, moet deze krijgen vanwege zijn reputatie en deugd...
“[…] neve aurum addito. Als het niet volgens deze regels verloopt, wordt er fraude gepleegd.”
[…] en er mag geen goud aan het lijk worden toegevoegd. Maar als iemand tandheelkundige bruggen van goud heeft, is het begraven of verbranden ervan geen misdaad.

### Tafel XI Supplement I
Deze tafel bevat aanvullingen, er zouden regels uit het Etruskische stadsrecht in zijn verwerkt. Patriciërs en plebejers mogen niet met elkaar trouwen, als ze dat wel doen is het huwelijk ongeldig. Later kon goedkeuring van het conubium worden gevraagd voor een huwelijk tussen twee standen (lex Canuleia, 445 v.Chr.). Er waren ook regels voor publicatie van de zaken die aan de rechtbank behandeld werden, de rechtbankkalender (fasti).

### Tafel XII Supplement II
Voorbeeld van een bepaling uit deze tafel:
- Als een slaaf diefstal heeft gepleegd of schade heeft aangericht met medeweten van zijn meester, wordt de vordering tot schadevergoeding ingesteld in naam van de slaaf.

### Regels voor vrouwen
De tafels 5, 6 en 10 kennen enkele regels voor vrouwen. Tafel 5 regelt dat vrouwen onder voogdij van de man, zelfs al zijn ze volwassen, met uitzondering van de Vestaalse maagden. Tafel 6 bepaalt dat wanneer een vrouw, die niet met een man getrouwd is, een heel jaar zonder langere onderbreking dan drie nachten bij hem woont, zij in zijn macht zal overgaan als zijn wettige echtgenote. In Tafel 10 staat dat vrouwen tijdens een begrafenis hun gezicht niet mogen openscheuren met hun nagels; noch zullen zij luide kreten slaken om de doden te weeklagen. De laatste regel komt uit de wetgeving van Athene.

## Invloed
Al in 445 v.Chr. schafte de Lex Canuleia een bepaling van de Twaalftafelenwet af. Ook nadien kende de tekst evoluties. De bronzen tafelen zouden in 387 v.Chr. verwoest zijn door Brennus en een groep Galliërs. Toch bleven ze uiterst invloedrijk. Cicero vermeldt eeuwen later dat schoolkinderen de tafelen op het forum uit het hoofd kwamen leren (De legibus, 2.59). Vanwege zijn eerbiedwaardige ouderdom werd de Twaalftafelenwet onaantastbaar en moest men de strengheid ervan afzwakken via interpretatie. Servius Sulpicius Rufus, Marcus Antistius Labeo en de vooraanstaand Romeins jurist Gaius schreven er commentaren op. Keizer Theodosius II noemde Gaius in de Citeerwet (Lex citandi) als een van de vijf juristen wiens juridische zienswijzen moesten worden gevolgd in de rechtspraak. De werken van deze rechtsgeleerden werden daarom belangrijke bronnen van Romeins recht. De handboeken van Gaius werden in de zesde eeuw in opdracht van keizer Justinianus I bijgewerkt en als Institutiones Iustiniani opgenomen in het grote Byzantijnse rechtsboek Corpus Iuris Civilis, dat aan de basis ligt van veel latere Westerse rechtssystemen. Zo zetten de definities en de precieze taal van de Twaalftafelenwet een traditie van codificatie in gang die via het Romeins recht tot op heden wereldwijde invloed zou hebben.

## Reconstructies
Een fundamenteel werk voor de reconstructie van de Twaalftafelenwet verscheen in 1616, geschreven door Jacques Godefroy, gebaseerd op het Gaius' Ad legem XII tabularum (Over de wet van de Twaalf Tafels), samengesteld in de Digest, waaruit veel van de bepalingen van de Twaalf Tafelen naar ons toe kwamen. Godefroy geloofde dat Gaius in zijn werk de oorspronkelijke volgorde van de Twaalf Tafels volgde. Omdat het werk van Gaius in zes boeken was verdeeld, ging Godefroy ervan uit dat elk boek twee tafels besloeg en dat elke tafel zich op een bepaalde kwestie concentreerde.Als standaardwerk voor de reconstructie geldt het boek van de Duitse rechtshistoricus Heinrich Eduard Dirksen, Uebersicht der bisherigen Versuche zur Kritik und Herstellung des Textes der Zwölf-Tafel-Fragmente uit 1824. In de 1990er jaren kwamen historici onder leiding van Michael H. Crawfords tot de conclusie dat deze conventionele groepering van de regels verkeerd was, ze verplaatsten de wetten met betrekking tot iniuria en furtum van de achtste tafel naar de eerste tafel en de wet op de voorwaardelijk vrijgelaten slaven werd verplaatst van Tabula IV naar Tabula VI.

### Lijst van reconstructies
- Godefroy, Jacques, 1616, Fragmenta XII. Tabularum, suis nunc primum tabulis restituta: probationibus, notis, & indice munita / Iacobo Gothofredo in Parlamento Parisiensi advocato auctore, Heidelbergae: Typis Johannis Lancelloti.
- Dirksen, Heinrich Eduard, 1824, Übersicht der bisherigen Versuche zur Kritik und Herstellung des Textes der. Zwölf-Tafel-Fragmente, Leipzig, Duncker & Humblot.
- Schöll, Rudolf, 1868, Leges XII tabularum reliquiae, Leipzig, Duncker & Humblot.
- Voigt, Moritz, 1883, Die XII Tafeln: Geschichte und System des Civil-und Criminal-Rechtes, wie-Processes der XII Tafeln nebst deren Fragmenten, Leipzig: A.G. Liebeskind.
- Riccobono, Salvatore, 1941, Fontes iuris romani antejustiniani I, Florence, 21-75.
- Girard, Paul Frédéric et Senn, Félix, 1977, Les lois des Romains, septiéme édition par un groupe de romanistes, Paris and Naples: Jovene Editore, 25-73.
- Crawford, Michael H. (ed.), 1996, Roman Statutes, vol. 2, London: Institute of Classical Studies, 555-722.
- Flach, Dieter, 2004, Das Zwölftafelgesetz. Leges XII tabularum. Wissenschaftliche Buchgesellschaft, (Texte zur Forschung. Band 83), Darmstadt, ISBN 3-534-15983-7.

## Trivia
- In België is een reeks stripboeken uitgebracht onder de titel Wet van de Twaalf Tafelen.[15]

## Nederlandse vertaling
- Lex XII tabularum, trad. ed. J. Hanenburg, Gent, 1972.

## Voetnoten
1. ↑  XYZ van de Grieks-Romeinse Oudheid. ensie.nl. Ensie.
2. ↑  'Vermoedelijk': Als wordt uitgegaan van het bestaan van de Wet van de Twaalf Tafelen, blijkt uit de bepaling dat de Tiber als grens van Rome wordt aangeduid, maar ook uit opbouw, taalgebruik, gebruikte begrippen e.d., dat de teksten rond deze jaren tot stand moeten zijn gekomen.
3. ↑  Steinberg, S. 'The Twelve Tables and Their Origins: An Eighteenth-Century Debate' Journal of the History of Ideas deel 43, nr. 3 (1982) 379–396, 381
4. ↑  (en) du Plessis, Paul (2010). Borkowski's Textbook on Roman Law, 4e. Oxford, 5–6, 29–30. ISBN 978-0-19-957488-9.
5. ↑  Daarbij moet bedacht worden dat lang niet alle bewoners als burger werden gezien, daaronder vrouwen, slaven en vreemdelingen.
6. ↑  Crawford, M.H. 'Twelve Tables' in Simon Hornblower, Antony Spawforth, en Esther Eidinow (red.) Oxford Classical Dictionary (4e uitgave)
7. ↑  M.T. Fögen, Römische Rechtsgeschichten. Über Ursprung und Evolution eines sozialen Systems (Göttingen 2002) 76 noot 92.
8. ↑  Livy, De Sélincourt, A., Ogilvie, R.M., Oakley, S.P. (2002). The Early History of Rome: Books I–V of The History of Rome from its Foundations. Penguin Classics. ISBN 0-14-044809-8. p. 23
9. ↑  Durant, W. (1942). The Story of Civilization. Simon and Schuster. p. 23
10. 1 2  Bijvoorbeeld bij Cicero. Vertaling van Niall Rudd in Cicero, The Republic and The Laws (1998), heruitgave 2008, Oxford, New York: Oxford University Press, p. 146.
11. ↑  Constant de Koninck, Beknopte encyclopedie van het Romeinse recht, 2000, p. 317
12. 1 2  (en) Delict | Roman Law, Civil Law & Tort Law | Britannica. www.britannica.com. Geraadpleegd op 29 september 2023.
13. ↑  Constant de Koninck, Beknopte encyclopedie van het Romeinse recht, 2000, p. 316
14. ↑  (en) Alan Watson, The Law of the Ancient Romans (Dallas: Southern Methodist University, 1970), p. 91
15. ↑  Alle strips van de reeks Wet van de 12 tafelen, de beschikbaar bij De Poort. De Poort. Geraadpleegd op 2 oktober 2023.